# Bersebá
Bersebá, Bersebé ou ainda Bersabeia, também conhecida pelas transliterações Beersheva ou Be'er Sheva (em hebraico: בְּאֵר שֶׁבַע; em árabe: بئر السبع, transl. Bi'r as-Sabiⓘ) é a maior cidade no deserto do Neguebe do sul de Israel. Também conhecida como a "Capital do Neguebe", é o centro da quarta maior área metropolitana de Israel, a oitava cidade Israelense mais populosa, com uma população de 209,687 e a segunda maior cidade com uma área total de 117.500 dunans (depois de Jerusalém).
Com uma história antiga e há muito usada como um acampamento beduíno, a história moderna de Berseba começou no início do século XX, quando um assentamento permanente foi estabelecido pelos turcos otomanos. A Batalha de Berseba foi parte de uma ampla ofensiva britânica na Primeira Guerra Mundial, destinada a romper a linha defensiva turca de Gaza até Berseba. Em 1947, Bir Seb'a (em árabe: بئر السبع), como era conhecida, foi concebida como parte do estado árabe no Plano de Partição das Nações Unidas para a Palestina. Após a declaração da independência de Israel, o exército egípcio acumulou suas forças em Berseba como uma base estratégica e logística. Na Batalha de Berseba, travada em outubro de 1948, foi conquistada pelas Forças de Defesa de Israel.
Bersebá cresceu consideravelmente desde então. Uma grande parte da população é composta dos descendentes de judeus sefarditas e judeus mizraítas que imigraram de países árabes depois de 1948, bem como comunidades menores de judeus Bene Israel e de Cochim da Índia. A segunda e a terceira ondas de imigração ocorreram desde 1990, trazendo imigrantes judeus asquenazes de língua russa da antiga União Soviética, bem como imigrantes da etnia Beta Israel da Etiópia. Os imigrantes soviéticos fizeram do jogo de xadrez um grande esporte em Berseba e a cidade é hoje um centro tecnológico em desenvolvimento. A cidade é agora o centro nacional de xadrez de Israel, com mais grandes mestres de xadrez per capita do que qualquer outra cidade do mundo.

## Bíblia Hebraica
Bersebá era o centro da vida patriarcal. Este nome significa "poço do juramento", e se originou com um pacto entre Abraão e Abimeleque, rei de Gerar. Dois dos poços nessa região são muito antigos, e acredita-se que tiveram alguma ligação com os patriarcas. Possivelmente estes foram os mesmos poços que eles e seus servos cavaram. São de forma circular. O mais largo tem 3,8 metros de diâmetro e aproximadamente 20 metros de profundidade.
Em uma das pedras lavradas que revestem o poço, em 1874, Condor encontrou uma data indicando que se haviam realizado reparos ali no século XII a.C. A antiga borda de pedra, profundamente gasta pelas cordas usadas para tirar água durante séculos, foi substituída por um parapeito mais novo, e um mecanismo mais moderno foi instalado para fazer subir a água. Contudo, muitas manadas de camelos, de gado e de ovelhas matam a sede ali diariamente em bebedouros de pedra lavrada e cimentada. Em outubro de 1917, foi palco de uma grande batalha entre os britânicos e os otomanos.
A cidade tornou-se um centro nacional de xadrez e lar de muitos campeões de xadrez da antiga União Soviética, sendo a cidade com mais grandes mestres de xadrez em todo o mundo. A cidade sediou o Campeonato Mundial de Xadrez por Equipes em 2005, e este esporte é ensinado nas creches da cidade. Em 2007, o israelita Boris Gelfand empatou em segundo lugar no Campeonato Mundial de Xadrez de 2007 vencido por Viswanathan Anand.

## História
Na sua área municipal encontra-se a cidade arqueológica Tel Berseba que foi declarada como Patrimônio Mundial da UNESCO.

## Geminações
Bersebá possui as seguintes cidades-gémeas:
- Adana, Turquia (desde 2001)
- Addis Ababa, Etiópia (desde 2004)
- Cebu, Filipinas
- Cluj-Napoca, Roménia
- La Plata, Argentina
- Lyon, França (desde 1977)
- Montréal, Canadá
- Niš, Sérvia
- Oni, Geórgia (desde 2000)
- Parramatta, Nova Gales do Sul, Austrália
- Rosenheim, Alemanha
- Seattle, Estados Unidos
- Winnipeg, Canadá (desde 1983)
- Wuppertal, Alemanha (desde 1977)